# Jo Menell
Jo Menell (* 1938 Johannesburg) je jihoafrický filmový režisér. Poté, co se přestěhoval do Anglie, získal titul z antropologie na Trinity College v Cambridge. V následujících letech pracoval jako televizní reportér a později začal natáčet vlastní dokumentární filmy pro BBC. V roce 1981 režíroval film The Life and Times of Bob Marley pojednávající o zpěvákovi Bobu Marleym. V roce 1996 spolu s Angusem Gibsonem režíroval film Mandela, za který byl neúspěšně nominován na Oscara v kategorii nejlepší dokumentární film. Film získal několik ocenění, například Pare Lorentz Award od Mezinárodní asociace dokumentaristů. Roku 2010 natočil film Thembi pojednávající o Jihoafričanech nakažených AIDS. V roce 2019 o něm Paul Yule natočil celovečerní dokumentární film Americans, Mongrels, & Funky Junkies: The Life of Jo Menell.

## Filmografie
- The Life and Times of Bob Marley (1981)
- Jasone Modjadji (1983)
- Kosi Bay (1985)
- Haiti – Dreams of Democracy (1985)
- Freedom Square & Back of the Moon (1987)
- Singing the Changes (1989)
- Dick (1989)
- Nowhere to Play – Conversations with Sowetan Golfers (1990)
- Soweto, A History (1994)
- Mandela (1996)
- Blank (2000)
- SHAG (2006)
- Zone 14 (2007)
- Street Talk (2008)
- Thembi (2010)